# Dacia Sandero
La Dacia Sandero è un'autovettura di segmento B prodotta dal gruppo Renault sulla base della Logan, venduta e prodotta in Brasile dalla fine 2007 con il marchio Renault, mentre la versione per il mercato europeo viene prodotta dalla Dacia in Romania nello stabilimento di Mioveni (presso Pitești) e commercializzata a partire dal 2008. Nel mercato russo, sudamericano, iraniano, egiziano e in Africa Subsahariana è nota come Renault Sandero.

## Prima serie (2008-2012)

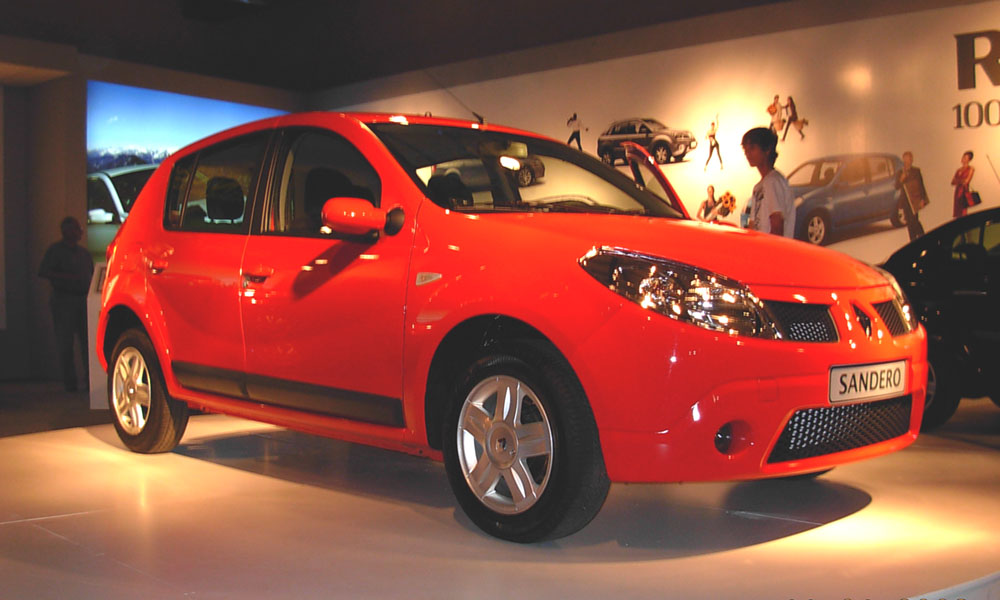
Renault Sandero

Strettamente derivata della Dacia Logan, con la quale condivide più del 70% delle componenti meccaniche, è la versione 2 volumi 5 porte dello stesso segmento.
Sul mercato italiano erano previste motorizzazioni sia a gasolio che a benzina, di stretta derivazione Renault, equipaggiabili a richiesta con l'impianto GPL. Nel 2009 è stata presentata anche la versione turbo-diesel; in questo caso il propulsore che occupa il cofano anteriore della media rumena è il collaudato 1.5 dCi.
Nel 2009 è iniziata la commercializzazione della Sandero Stepway, una versione 4x2 con assetto fuoristradistico, più alta da terra di 2 cm rispetto alla versione normale.

### Sicurezza automobilistica
Nei crash test Euro NCAP (svolto nel novembre 2008) la Sandero ha totalizzato solo 3 stelle e ha raggiunto risultati scarsi anche nella valutazione dei punti in merito al colpo di frusta (solo 1,6 punti) manifestando un comportamento completamente passivo da parte dei poggiatesta. Essendo il test antecedente al 1º gennaio 2009, la valutazione sul colpo di frusta non ha infierito sulla valutazione complessiva. Anche nella sicurezza dei pedoni ha ricevuto una votazione negativa, solo una stella.
L'Euro NCAP ha messo sotto prova una seconda volta la vettura installando dotazioni di sicurezza non di serie. Nei test successivi sono stati testati modelli che adottavano il "Safety Pack", un pacchetto di accessori opzionali proposto dalla Dacia ai suoi clienti, a pagamento, che aggiungevano alla dotazione gli airbag laterali con protezione testa-torace e i pretensionatori per le cinture di sicurezza del guidatore e del passeggero seduto al posto anteriore. La situazione è migliorata raggiungendo i 31 punti (4 stelle su 5) per la protezione degli occupanti adulti, 38 punti (4 stelle su 5) per la protezione dei bambini e 6 punti (1 stella) per la protezione dei pedoni. Euro NCAP ha in seguito dichiarato di auspicarsi che il "Safety Pack" venga proposto di serie su tutte le versioni di Sandero.

### Motorizzazioni
| Modello         | Disponibilità | Motore  | Cilindrata cm³ | Potenza       | Coppia max N·m | Emissioni CO2 g/km | 0-100 km/h secondi | Velocità max km/h | Consumo medio km/l |
| 1.2             | dal debutto   | Benzina | 1149           | 55 kW (75 CV) | 107            | 135                | 13,6               | 161               | 16,9               |
| Stepway 1.6     | dal debutto   | Benzina | 1598           | 62 kW (84 CV) | 135            | 169                | 13,5               | 160               | 13,7               |
| 1.5 dCi         | dal debutto   | Diesel  | 1461           | 55 kW (75 CV) | 180            | 104                | 14,2               | 162               | 25,0               |
| Stepway 1.5 dCi | dal debutto   | Diesel  | 1461           | 66 kW (90 CV) | 200            | 130                | 13,3               | 162               | 20,0               |
| 1.6 GPL         | dal 2011      | GPL     | 1598           | 62 kW (84 CV) | 135            | 142                | 12,9               | 169               | 14,3               |
| Stepway 1.6 GPL | dal debutto   | GPL     | 1598           | 62 kW (84 CV) | 135            | 154                | 13,5               | 160               | 13,5               |
| 1.4 GPL         | 2008-2011     | GPL     | 1390           | 55 kW (75 CV) | 112            | 135                | 13,0               | 158               | 13,5               |

Tutte le motorizzazioni sono equipaggiate con cambio manuale a 5 rapporti + RM.

### Sandero Stepway

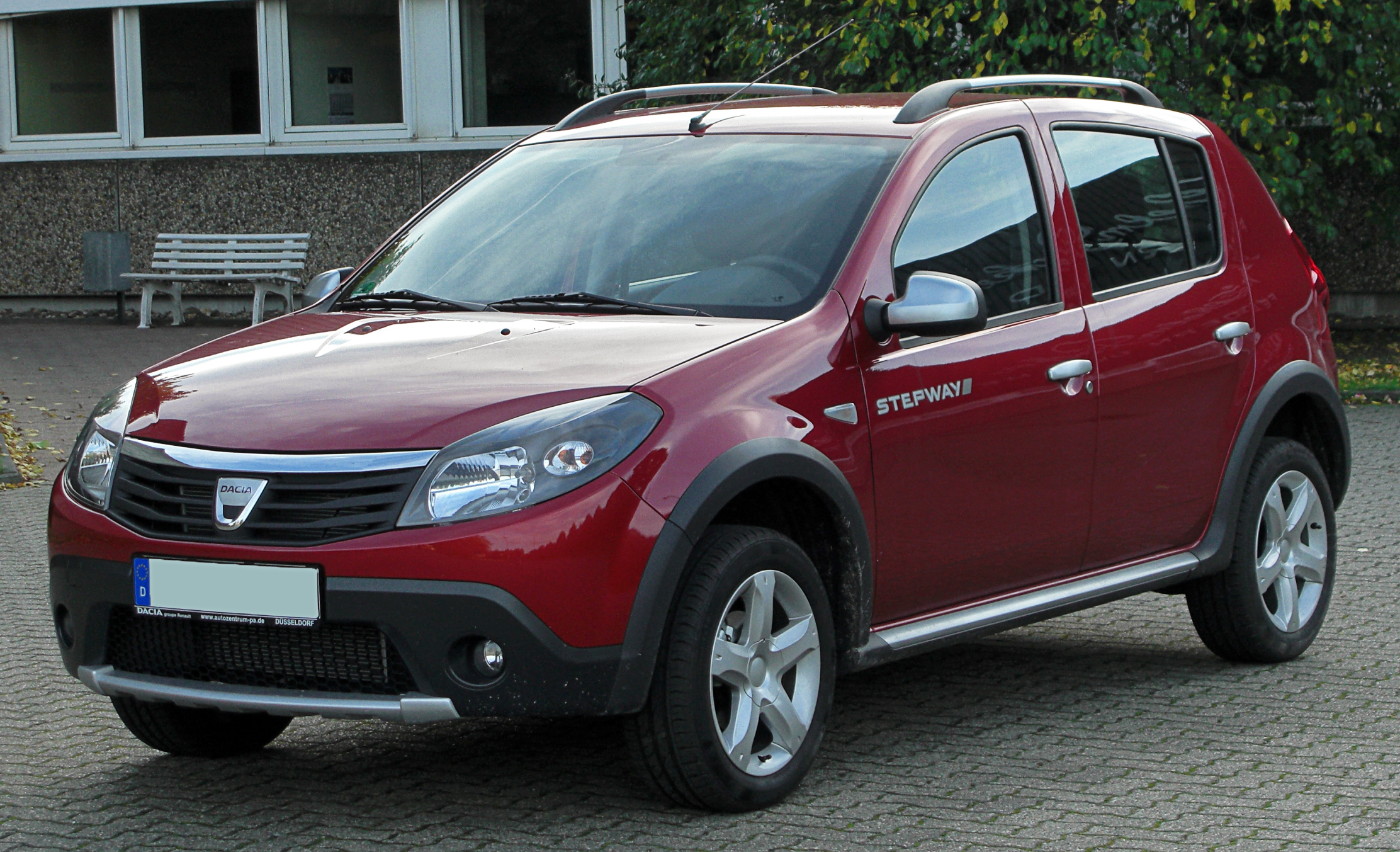
Dacia Sandero Stepway

La Sandero Stepway, ovvero la versione crossover SUV della Sandero, può essere equipaggiata con due motori: uno a benzina di 1598 cm³ di cilindrata con 87 CV (64 kilowatt) che sono sufficienti per raggiungere i 161 km/h e impiegare nello 0-100 12,4 secondi, oppure si può optare per un diesel da 1461 cm³ con 68 CV (50 kilowatt) che le fanno toccare i 147 km/h e arrivare a 100 km/h in 16,5 secondi.
Esternamente si riconosce per le barre sul tetto in alluminio, i cerchi in lega da 16 pollici, i gusci degli specchietti cromati e per le protezioni in alluminio e plastica. Gli interni sono uguali alle altre versioni.
Anche la Sandero Stepway è disponibile con alimentazione GPL.

## Seconda serie (2012-2020)

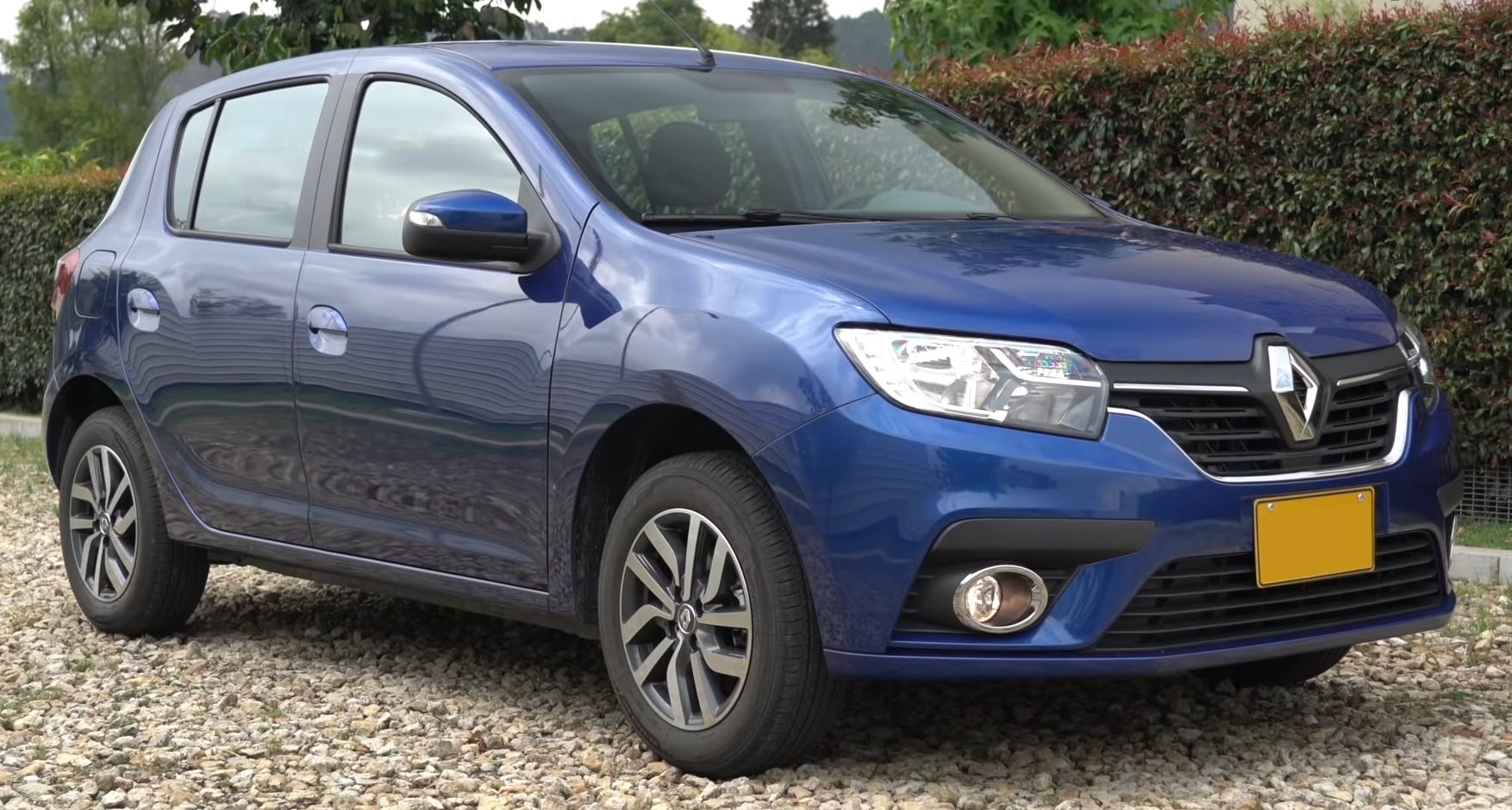
Renault Sandero

La seconda generazione viene introdotta nel 2012 al salone dell'automobile di Parigi e riprende la filosofia progettuale low cost della precedente aggiornandone l'estetica, i contenuti e migliorandone la sicurezza. Il pianale di base resta quello della precedente generazione (a sua volta derivato da quello della Clio II), lo stile invece è totalmente nuovo e richiama il family feeling della casa rumena con un design piuttosto semplice e razionale e forme voluminose e massicce. Rispetto alla vecchia Sandero, che possedeva un design specifico differenziato rispetto alla Logan, la seconda generazione utilizza lo stesso frontale della berlina nonché le stesse portiere in modo da poter ridurre i costi di produzione, le uniche differenze quindi si concentrano solo nella carrozzeria (tre volumi per la Logan e due volumi per la Sandero).

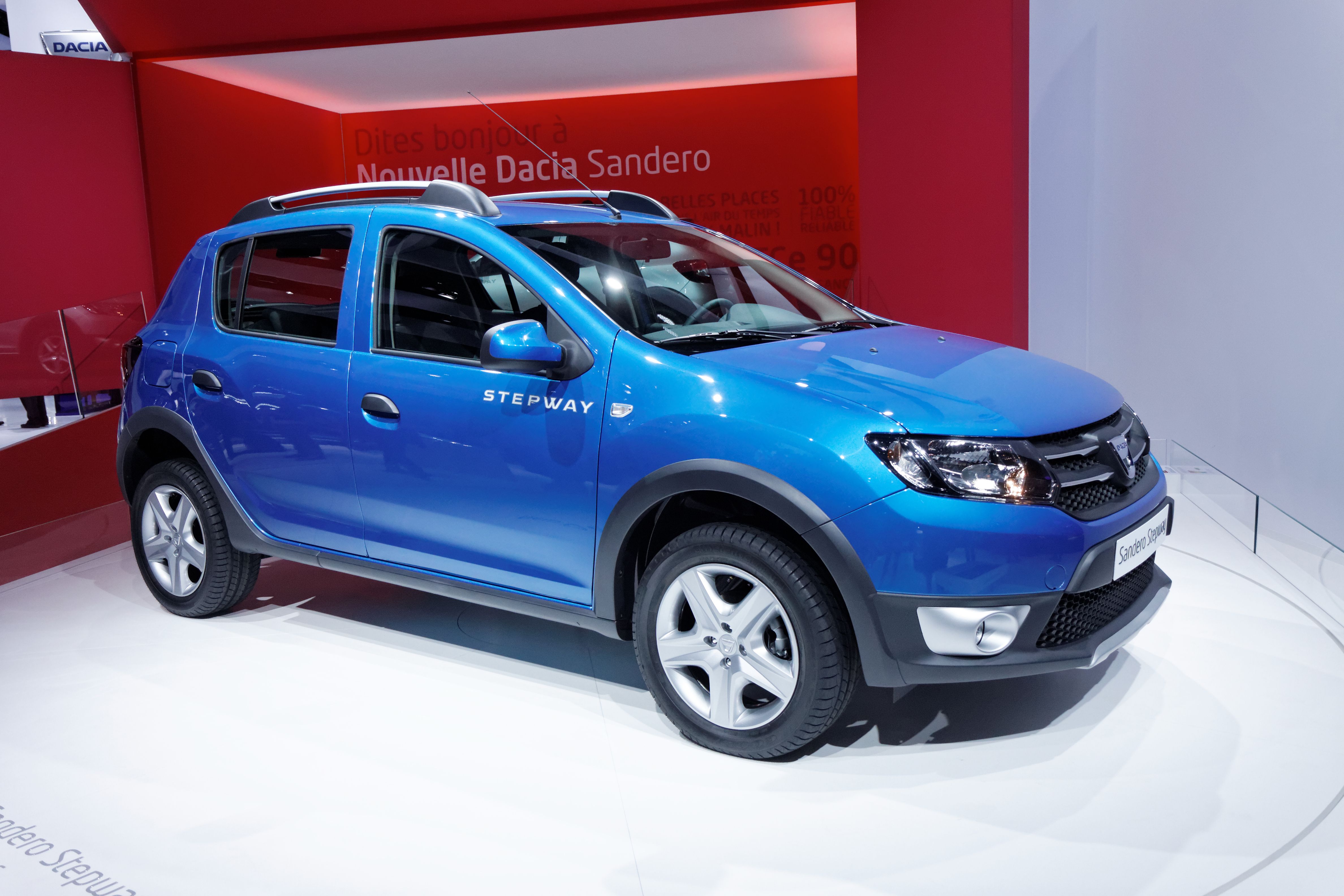
Dacia Sandero II Stepway

In molti mercati extraeuropei la vettura viene venduta col marchio Renault. La versione Stepway stile crossover possiede assetto rialzato con barre porta tutto al tetto, paraurti grezzi, scudi paracolpi e cerchi in lega. I modelli a marchio Renault possiedono una calandra differente.
La nuova Sandero introduce per la prima volta anche la guida a destra per i paesi anglosassoni. Sul piano della sicurezza vengono introdotti gli ultimi dispositivi quali 4 airbag, ESP e controllo trazione, regolatore e limitatore di velocità mentre per l'abitacolo debutta il sistema multimediale Renault Medianav sviluppato in collaborazione con LG con schermo touchscreen da 7” e funzioni audio e navigazione. I modelli più economici possiedono l'impianto Plug&Radio classico con connettività Bluetooth supporto CD ed MP3.
Il pianale denominato M0 utilizza le sospensioni anteriori MacPherson (le stesse della Clio II) e posteriori ad assale rigido ad H a geometria deformabile, la carrozzeria è lunga 4,058 metri (4,08 metri la Stepway), altezza 1,518 metri (senza barre porta tutto) e larga 1,733 metri (1,757 la Stepway).

### Sicurezza automobilistica
Nel maggio 2013 venne effettuato il test Euro NCAP che è stato molto migliore di quello della precedente versione, arrivando a una valutazione globale di 4 stelle su 5. La valutazione dettagliata fu la seguente: 29 punti (5 stelle su 5) per la protezione degli occupanti adulti, 39 punti (5 stelle su 5) per la protezione dei bambini, 21 punti (4 stelle) per la protezione dei pedoni e 5 punti (4 stelle) come valutazione sulle tecnologie di assistenza al conducente per evitare incidenti e ridurre lesioni.

### Motorizzazioni
La gamma motori si compone del quattro cilindri aspirato 1,2 litri (codice D4F 732) 16 valvole a benzina o bifuel a GPL da 75 CV, il nuovo motore Renault tre cilindri 0.9 TCe turbo 12 valvole (codice H4Bt 400) da 90 CV e il diesel 1.5 dCi quattro cilindri (codice K9K 612) da 75 o 90 CV con filtro antiparticolato di serie. Tutti i motori sono abbinati alla trazione anteriore e a un cambio manuale a 5 rapporti.

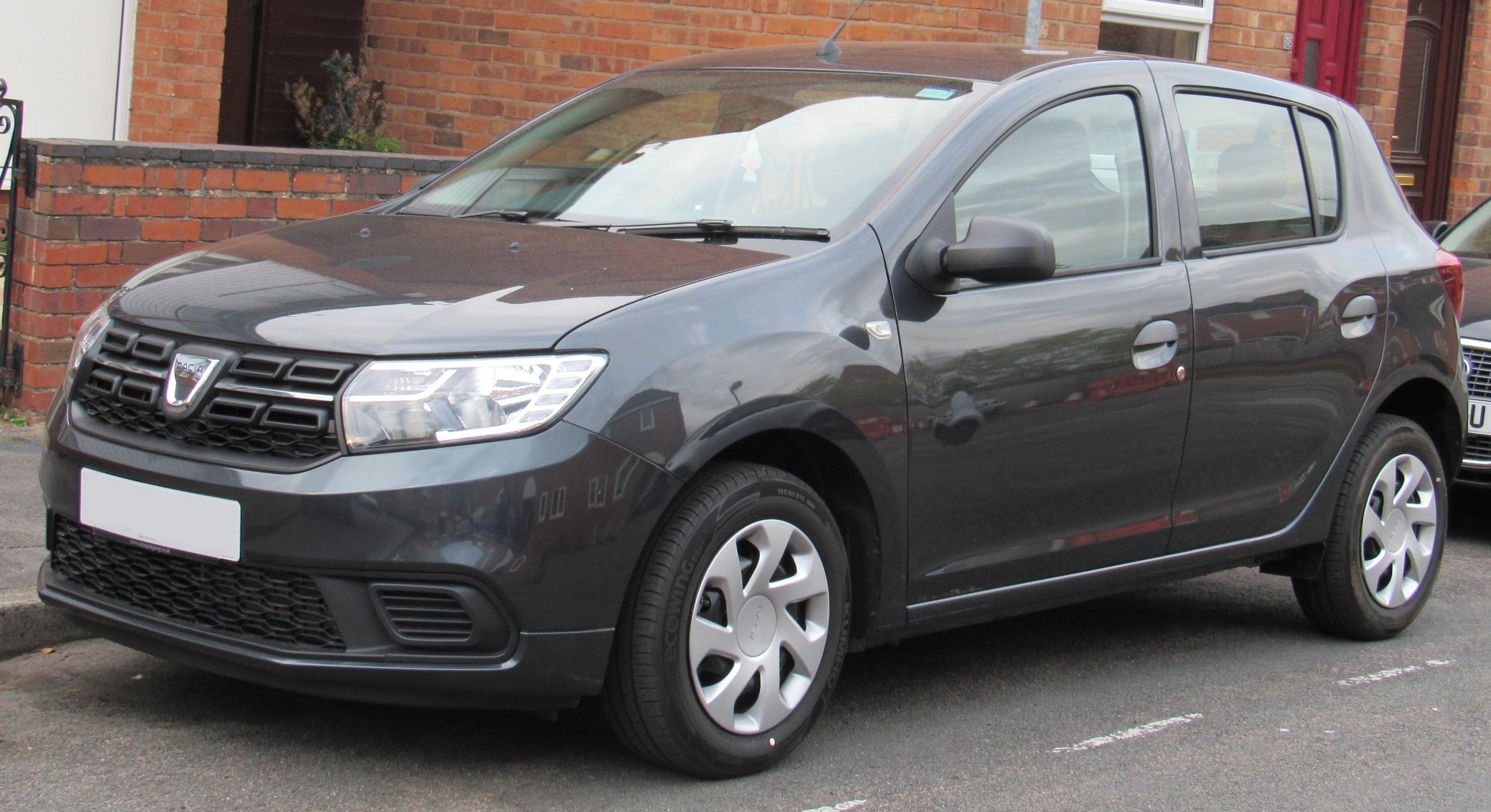
Sandero restyling 2016

| Modello | Disponibilità | Motore      | Cilindrata cm³ | Potenza       | Coppia max N·m | 0-100 km/h secondi | Velocità max km/h | Consumo medio km/l |
| 1.2     | dal debutto   | Benzina     | 1149           | 55 kW (75 CV) | 107            | 14,5               | 156               | 16,9               |
| 1.2     | dal debutto   | Benzina/GPL | 1149           | 55 kW (75 CV) | 107-105        | 14,5/15,1          | 162               | 17,2/13,3          |
| 900 TCe | dal debutto   | Benzina/GPL | 898            | 66 kW (90 CV) | 135            | 11,1               | 175               | 20,4/16,1          |
| 1.5 dCi | dal debutto   | Diesel      | 1461           | 55 kW (75 CV) | 200            | 14,6               | 164               | 28,6               |

### Restyling 2016
La seconda serie della Sandero ha subito un restyling presentato al salone di Parigi nell'ottobre 2016.
Il design esterno ha subito le seguenti evoluzioni: frontale di ispirazione Duster con nuova firma luminosa a LED, toni neri sul paraurti e calandra bipartita a rettangoli cromati e gruppi ottici posteriori dall'effetto luminoso quadripartito.
Per quanto riguarda gli interni invece le migliorie sono state le seguenti: nuovi elementi in cromo satinato, nuovo volante a quattro razze con logo Dacia più in evidenza, introduzione della tecnica dei tessuti a maglia 3D con impunture dal rilievo più corposo e lo spostamento degli alzacristalli elettrici anteriori dalla plancia centrale alle porte.

## Terza serie (dal 2020)
La Dacia ha presentato a settembre 2020 la terza generazione della Sandero, in vendita a partire dal marzo 2021.
Viene utilizzato il pianale della contemporanea Renault Clio V e della seconda serie della Captur, ossia la piattaforma CMF-B in comune con altri modelli del gruppo Nissan - Renault come la quinta serie della Micra e la seconda serie della Juke, nella versione LS (con impianto frenante misto). La Sandero è sempre disponibile nelle due versioni Streetway per la città e Stepway dall'aspetto simile a quello di un SUV.
A luglio 2021 è risultata essere l'auto più venduta d'Europa.

### Motorizzazioni
I motori sono di provenienza Renault: il 1.2 16V lascia il posto al nuovo 999 cm³ a tre cilindri disponibile sia nella versione atmosferica (codice H4Da) che in quella sovralimentata (codice H4Dt).
L'aspirato SCe65 da 49 kW e 95 N·m di coppia è disponibile solo per Streetway; il turbo TCe90 da 67 kW e 160 N·m può essere anche dotato di trasmissione automatica, mentre il turbo TCe100 da 74 kW e 170 N·m è venduto in versione benzina/gpl (ECO-G).
Il diesel 1.5 dCi rimane disponibile solo per le auto vendute in Marocco. 
| Modello | Disponibilità | Carburante  | Cilindrata cm³ | Potenza kW (CV) | Coppia max N·m | 0-100 km/h secondi | Velocità max km/h | Consumo medio km/l |
| SCe65   | dal debutto   | Benzina     | 999            | 49 (67)         | 95             | 16,7               | 158               | 18,8               |
| TCe90   | dal debutto   | Benzina     | 999            | 67 (92)         | 160            | 12,2               | 175               | 17,8               |
| TCe100  | dal debutto   | Benzina/GPL | 999            | 74 (101)        | 170            | 11,6               | 183               | 15,4               |

### Restyling del 2022

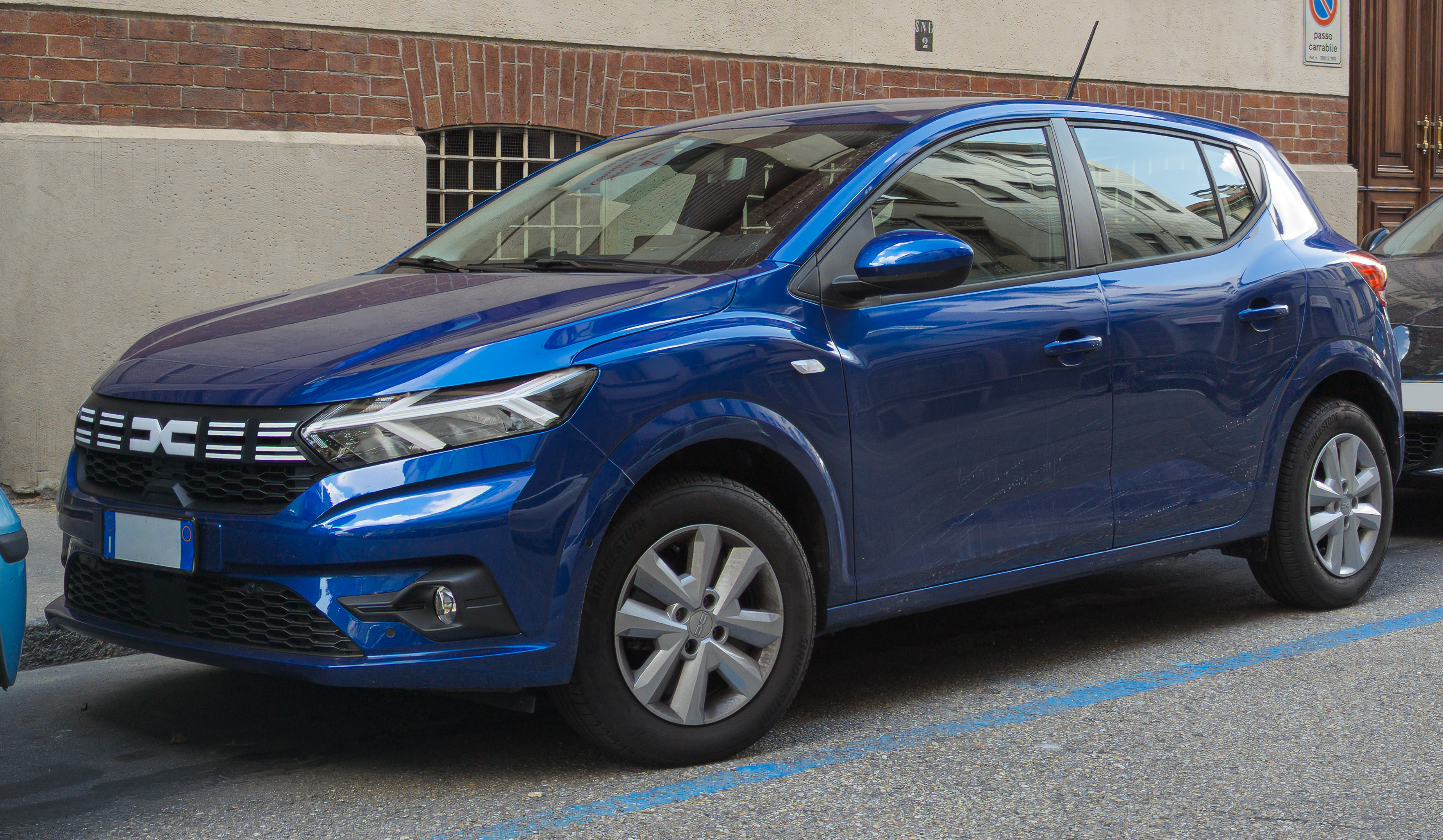
Il restyling del 2022 (davanti)

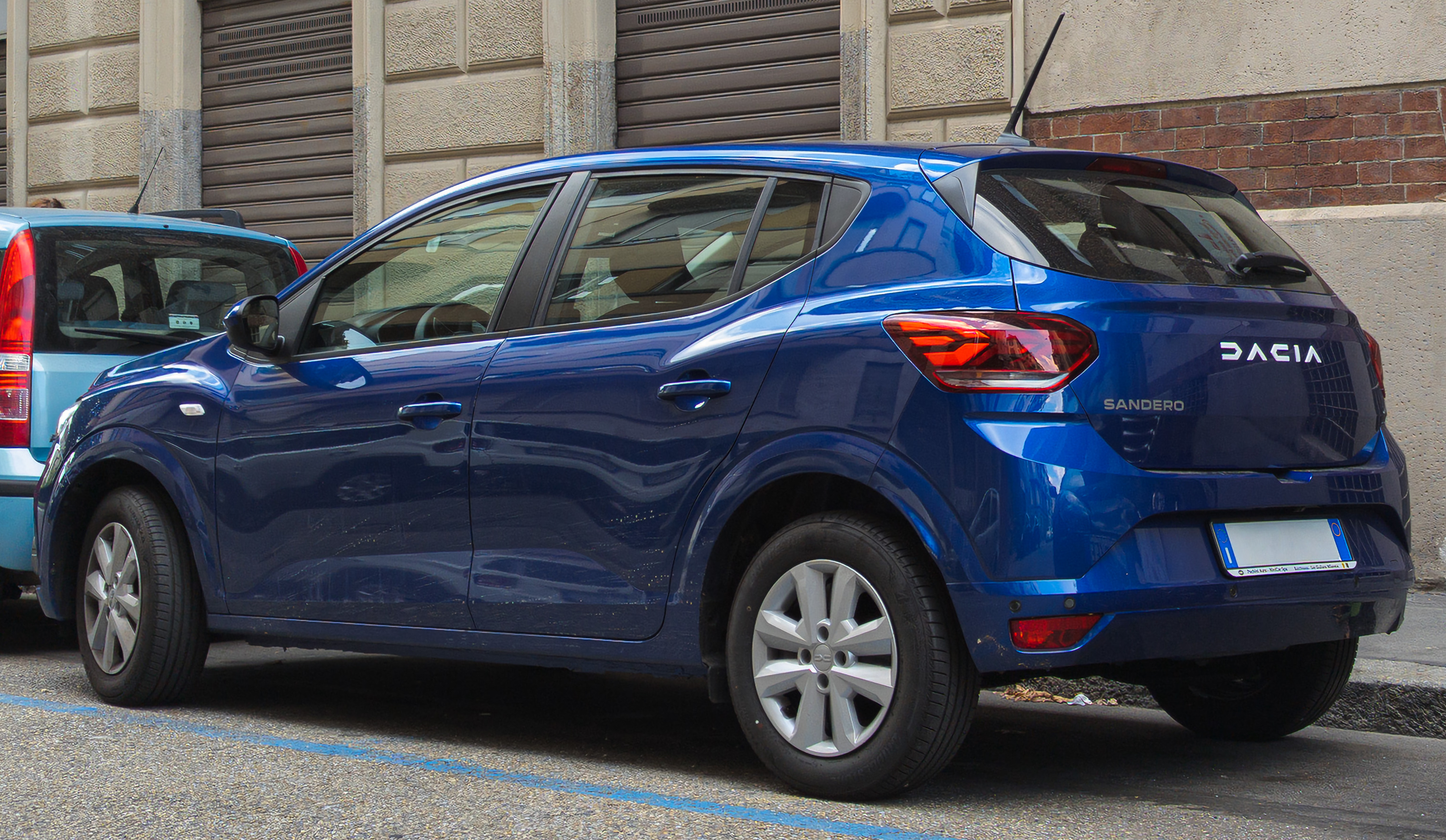
Il restyling del 2022 (dietro)

Nel giugno 2022 sono state apportate piccole modifiche, tra le quali l'inserimento del nuovo logo Dacia.